# Rolf Kerler
Rolf Kerler (* 14. Mai 1941 in Bietigheim; † 8. Dezember 2015 in Arlesheim) war ein deutscher Bankkaufmann. 
Als 1974 die GLS Gemeinschaftsbank entstand, war Kerler der einzige ausgebildete Bankkaufmann der Gründungsmitglieder.
Rolf Kerler hat die Bochumer Bankeinrichtungen maßgeblich geprägt.

## Leben und Wirken
Kerler studierte Volkswirtschaft und Soziologie in Mannheim und München. Im Jahr 1968 stieß Rolf Kerler in Bochum zum Projekt von GLS-Initiator Wilhelm Ernst Barkhoff.
In den Jahren 1973 bis 2006 gehörte Kerler dem Vorstand der GLS Treuhand an. Im Zeitraum von 1974 bis 1992 war er im Vorstand der GLS Gemeinschaftsbank tätig und von 1996 bis 2013 war er dort Mitglied des Aufsichtsrats.
Von 1984 bis 2004 war Kerler Mitglied des Verwaltungsrates der Schweizerischen Freien Gemeinschaftsbank. Im Zeitraum von 1991 bis 2011 war er Mitglied des Verwaltungsrates von Weleda, sechs Jahre davon als Präsident.
Von 1988 bis 2002 war Rolf Kerler Vorstand und Schatzmeister der Allgemeinen Anthroposophischen Gesellschaft im Schweizerischen Dornach. Des Weiteren war er Gründer und Hauptverantwortlicher der Evidenz-Stiftung mit Sitz in Arlesheim.

## Veröffentlichungen

### Bücher
- GLS Gemeinschaftsbank. Neue Formen im Umgang mit Geld, herausgegeben zusammen mit Michael Bockemühl. Verlag Freies Geistesleben, Stuttgart 1985. ISBN 3-7725-0846-4.
- Was macht Geld? Verlag am Goetheanum, Dornach 2014. ISBN 978-3-7235-1524-2.
- Eine Bank für den Menschen: von den Anfängen und Impulsen der GLS Treuhand und GLS Bank. Verlag am Goetheanum, Dornach 2011. ISBN 978-3-7235-1427-6.
- Was hat Geld mit mir zu tun? Verlag am Goetheanum, Dornach 2000. ISBN 3-7235-1102-3.

### Aufsätze (Auswahl)
- (zusammen mit Michael Bockemühl): Kunst im Sozialen – Soziale Kunst. In: Projekt Anthroposophie, hrsg. von Max von Limbacher. Rowohlt-Verlag, Reinbek 1986, S. 60–77.